# Museumtramlijn

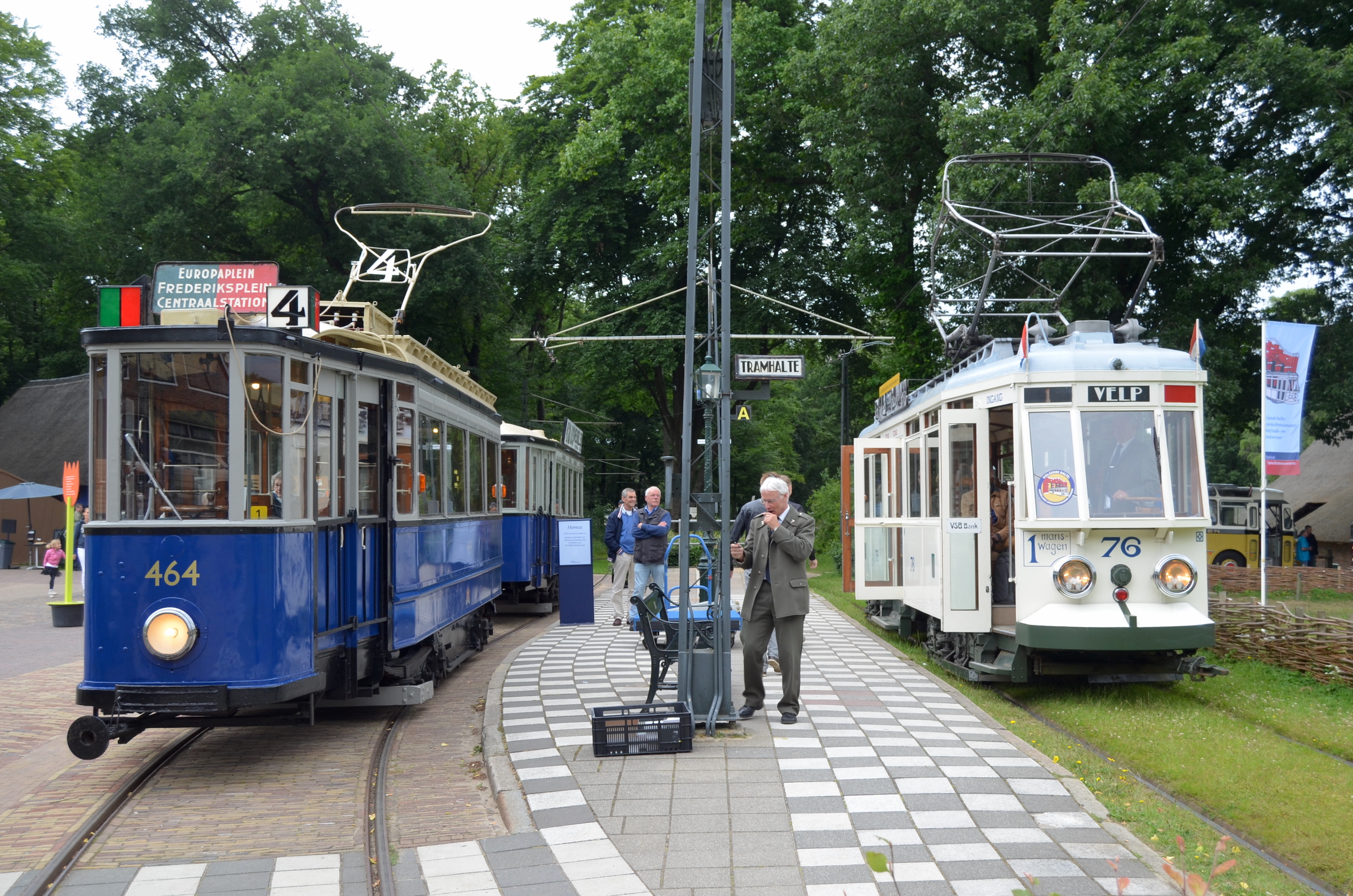
Trams in het Openluchtmuseum Arnhem.

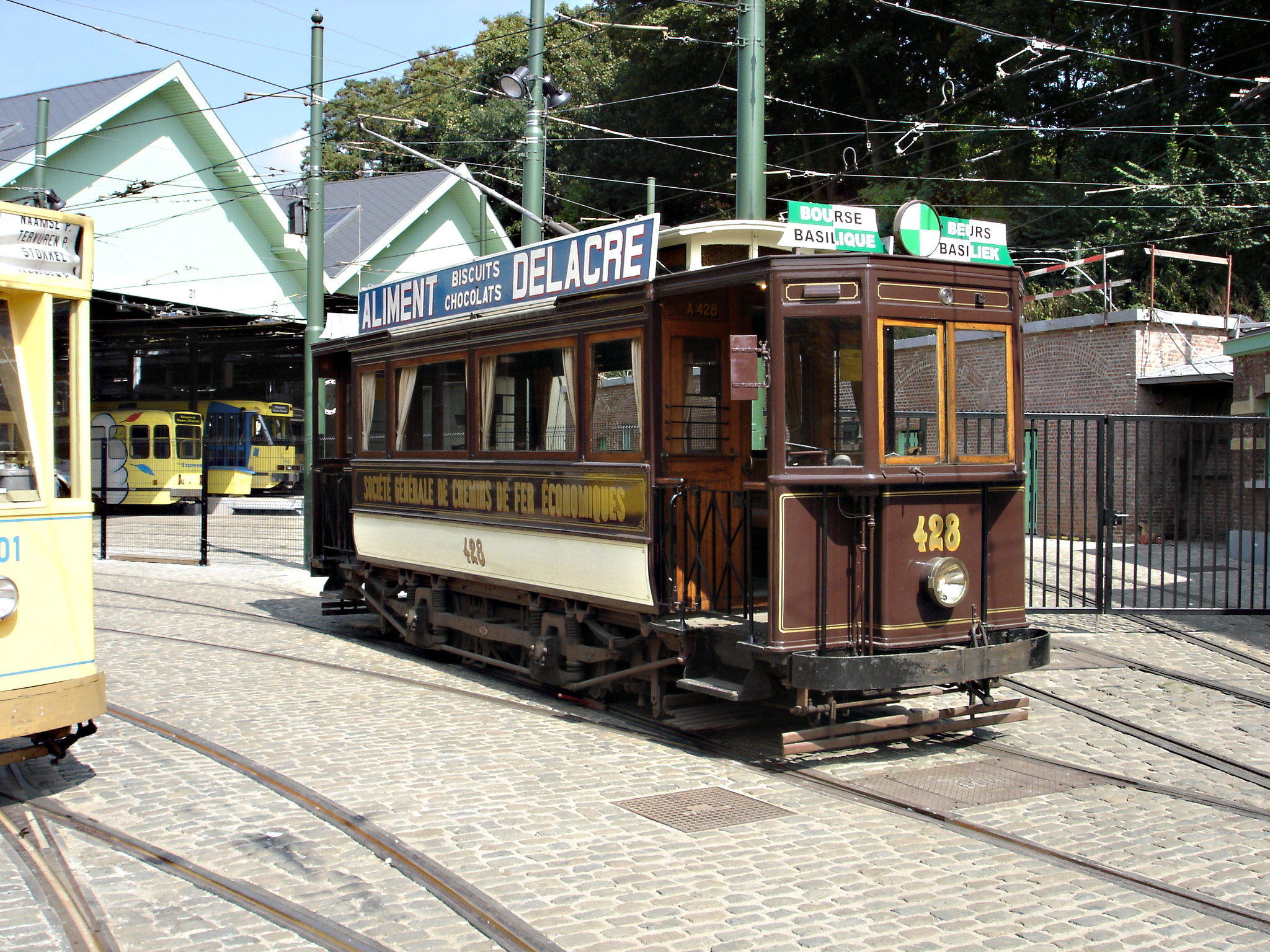
Tram van het Museum voor het Stedelijk Vervoer te Brussel.

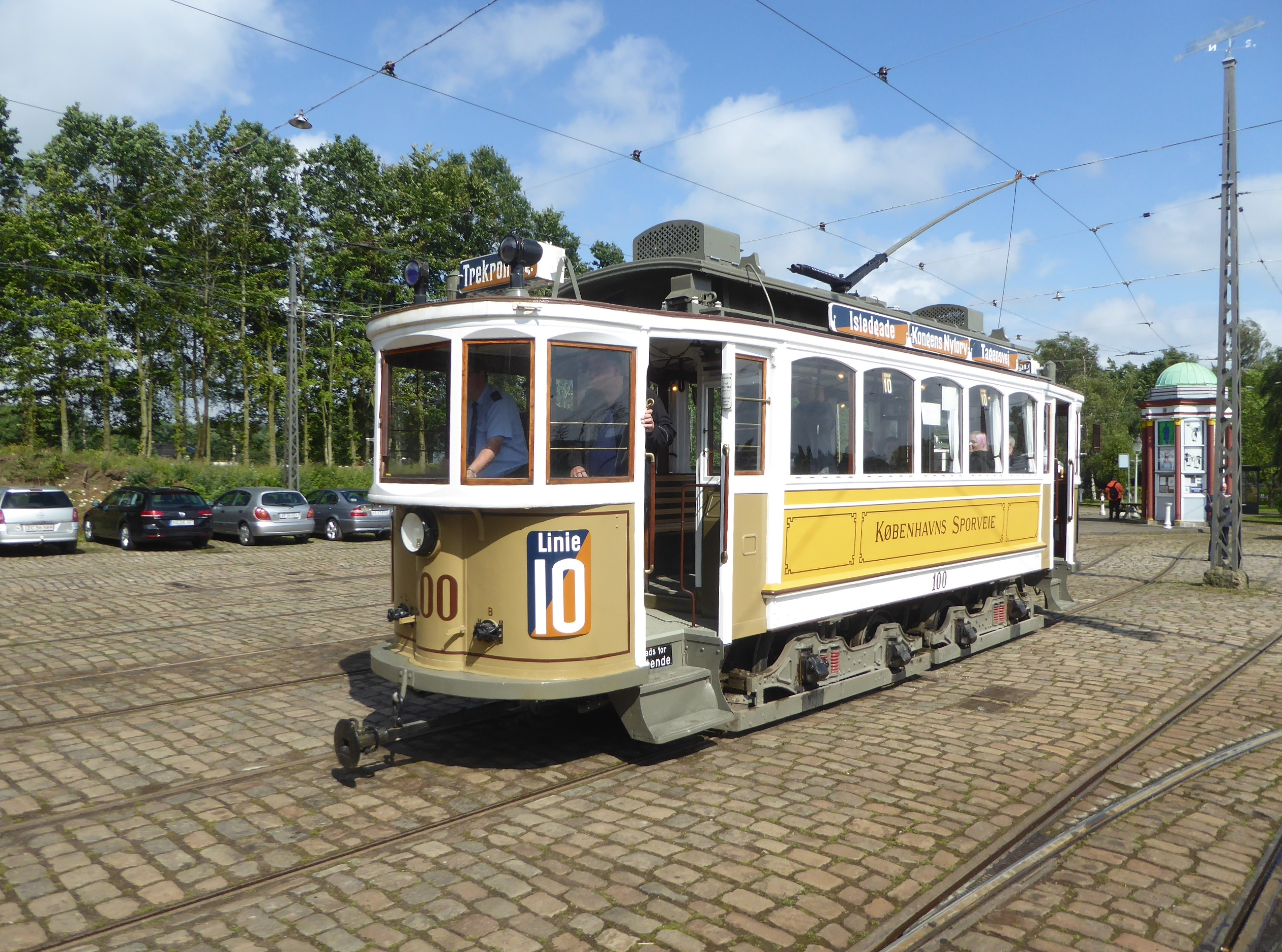
Motorwagen 100 (bouwjaar 1901) uit Kopenhagen te Skjoldenæsholm.

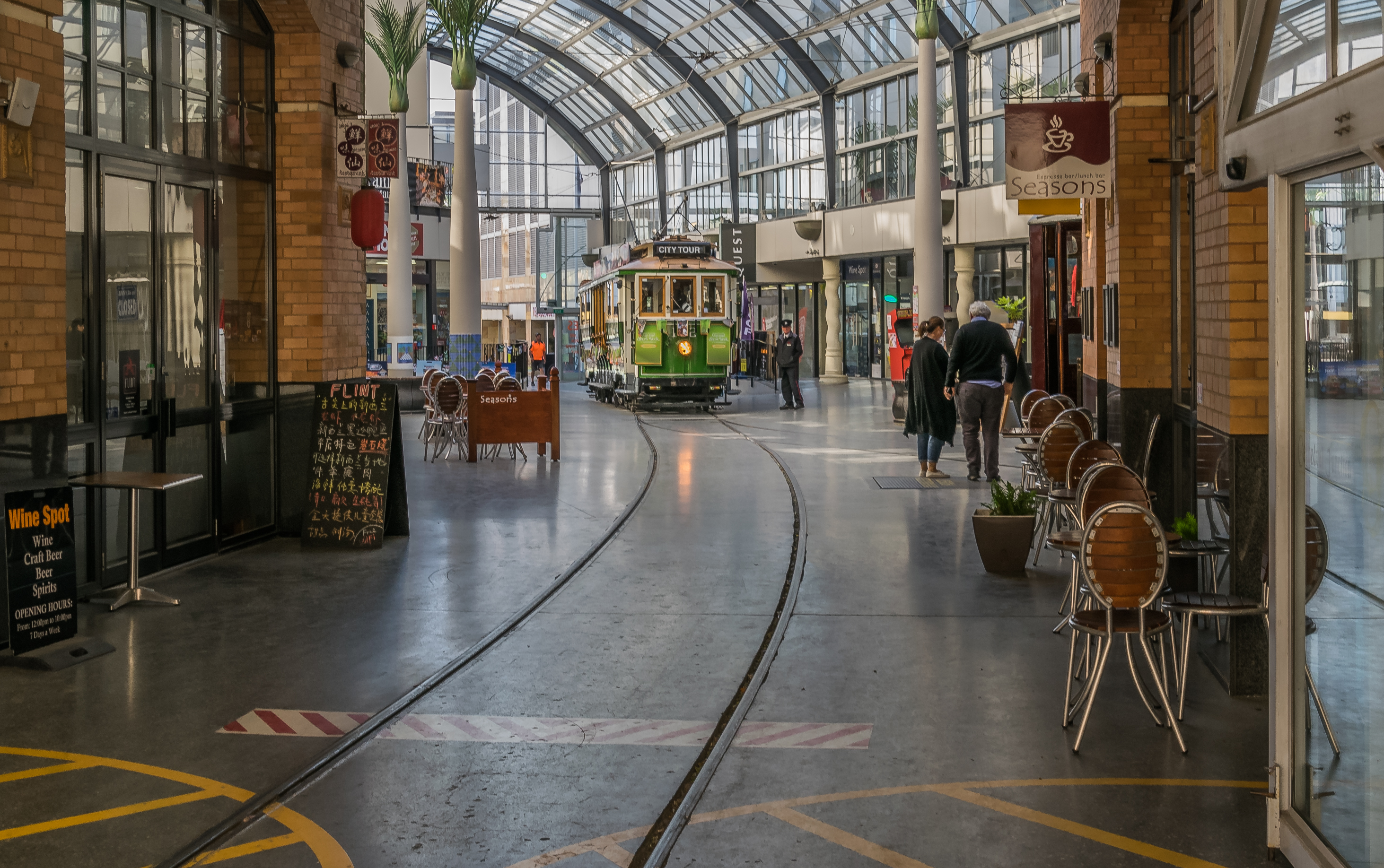
Christchurch Tramway.

Een museumtramlijn is een tramdienst die voornamelijk of uitsluitend met historisch trammaterieel wordt geëxploiteerd. In diverse andere landen in Europa, Amerika en Australië zijn sinds de jaren zestig museumtramlijnen en trammusea opgezet. De Nederlandse museumtramlijnen zijn veelal voortgekomen uit de Tramweg-Stichting.

## Tramdienst
Er bestaan twee soorten: de ene is een tramdienst op de sporen van een bestaand trambedrijf, voorbeelden zijn: 
- de Haagse Tourist Tram,
- lijn 10 in Rotterdam,
- de museumtramdienst tussen Woluwe en Tervuren in Brussel,
- Djurgårdslinjen / Tramlijn 7N in Stockholm. Tussen 1991 en 2010 was het de enige tramlijn die reed in het centrum van Stockholm,
- de Tram van Göteborg heeft historische trams rijden onder de naam 'Ringlinien'.[1]

Een variant is waar het tramnet werd opgeheven, maar er een historische museumtramlijn bleef rijden:
- Museumtramlijn Malmö is de enige tramlijn in de voormalige tramstad.
- Tramvia Blau in Barcelona. Sinds 2004 zijn er moderne tramlijnen in de stad gaan rijden.
- Nostaljik Tramvay in Istanbul.[2] Sinds 1992 zijn ook nieuwe tramlijnen.
- Christchurch Tramway, sinds 1995.

## Museumlijn
De andere vorm is een lijn waar (bijna) uitsluitend historische trams rijden, voorbeelden zijn:
- de Electrische Museumtramlijn Amsterdam (Haarlemmermeerstation - Amsterdamse Bos - Amstelveen - Bovenkerk),
- de Tramlijn in het Nederlands Openluchtmuseum te Arnhem,
- de Museumstoomtram Hoorn-Medemblik te Hoorn,
- de Stoomtrein Valkenburgse Meer in Katwijk,
- de Stichting voorheen RTM in Ouddorp,
- de Elektrische Buurttramlijn van de Trammuseum van de ASVi in Thuin in België,
- de Tramway Touristique de l'Aisne (TTA), in de Belgische provincie Luxemburg.

Enkele voorbeelden elders in Europa:
- Bergisches Straßenbahnmuseum te Wuppertal (D)
- Hannovers Trammuseum te Wehmingen nabij Hannover (D)
- National Tramway Museum te Crich (GB)
- Trammuseum Skjoldenæsholm ten westen van Kopenhagen (DK)
- Zweeds Stadstransportmuseum te Malmköping ten westen van Stockholm (S)

In andere steden worden ritten met museumtrams niet volgens een vaste route (museumlijn) gereden, maar over verschillende routes of op onregelmatige tijden.
- In Den Haag worden vanuit het Haags Openbaar Vervoer Museum op zondagen tramritten gereden naar verschillende bestemmingen op het Haagse tramnet.
- In Antwerpen en sommige andere steden worden museumtrams in de gewone dienst ingezet. Vaak kunnen museumtrams voor particuliere en zakelijke doeleinden (trouwpartijen, excursies, personeelsfeest, etc) afgehuurd worden.